# 驅逐艦換基地協議
驱逐舰换基地协议是美国和英国间的一项交易，发生于1940年9月2日。在交易中，美国海军的3艘考德威尔级、27艘维克斯级和20艘克莱门森级，共计50艘老式驱逐舰被转交给英国海军，以换取8个英属北美和西印度群岛殖民地的海军港口和军用机场的99年使用权。这些被称为“两千吨级”的驱逐舰成为了英国的城镇级驱逐舰，以英美两国都存在的地方命名。
这份协议对罗斯福来说是一份无需国会通过的行政协议，但他也受到了反战势力的抨击。

## 背景
英國參謀長委員會在 5 月得出結論，如果法國垮台，「我們認為如果沒有美國的『全面經濟和財政支持』，我們認為我們不可能在任何成功的情況下繼續戰爭」 。美國政府對英國的困境表示同情，但美國輿論壓倒性地支持孤立主義，以避免捲入「另一場歐洲戰爭」。在此情緒環境下，美國國會1930年通過了《中立法案》，該法案禁止從美國向任何戰鬥國運送或出售武器。雖然1939年因德國入侵波蘭解除了出售限制。美國總統富兰克林·德拉诺·罗斯福受到即將到來的1940 年總統大選，因為他的批評者試圖將他描繪成親戰爭。美國司法部的法律意見表明，該交易是合法的。
5月下旬，英國軍隊在「發電機行動」中從法國敦刻爾克撤離，導致皇家海軍立即需要船隻，尤其是現在它正在打大西洋海戰，其中德國U型潜艇威脅到英國的食品和對戰爭努力至關重要的其他資源。
隨著德國軍隊迅速進入法國，美國政府中的許多人相信法國和英國的戰敗迫在眉睫，美國通過英國大使洛錫安侯爵向倫敦提出了一項美國租用特立尼达機場、百慕大和紐芬蘭的建議。
英國首相温斯顿·丘吉尔最初於5月27日拒絕了這一提議，除非英國立即得到回報。6月1日，隨著法國戰敗的臨近，羅斯福繞過《中立法案》，宣布數百萬發美國彈藥和過時的小型武器為「過剩」，並授權將它們運往英國。羅斯福拒絕了丘吉爾為皇家海軍建造驅逐艦的請求。
1940年6月下旬，法國已向德國和意大利投降。僅剩英國及其英聯邦在與希特勒和墨索里尼戰爭。
同年8月，當英國陷入低谷時，美國大使約瑟夫·P·甘迺迪從倫敦報告說，英國投降是「不可避免」。為了說服羅斯福派出驅逐艦，丘吉爾不祥地警告羅斯福，如果英國被擊敗，其靠近美國海岸的殖民島嶼如果落入德國手中，可能對美國構成直接威脅。

## 交易
羅斯福於1940年8月30日晚批准了該交易。1940年9月2日，隨著不列顛之戰的加劇，國務卿科德爾·赫爾表示同意將戰艦移交給皇家海軍。1940年9月3日，哈洛德·史塔克上將證實驅逐艦對美國的安全並不重要。作為交換，美國獲得了英國各屬地的土地，用於建立具有99年免租租約的海軍或空軍基地：
- 紐芬蘭
- 巴哈马東部
- 牙买加南部海岸
- 圣卢西亚西海岸
- 特立尼达西海岸（帕里亚湾）
- 安地卡
- 英属圭亚那（現在的圭亚那）距離喬治城50英里

該協議還授予美國空軍和海軍基地在以下方面的權利：
- 百慕大巨聲灣（英语：Great Sound）和城堡港（英语：Castle Harbour, Bermuda）
- 紐芬蘭南部和東部海岸

雖然，沒有收到任何驅逐艦來換取百慕大和紐芬蘭的基地。這兩個領土對跨大西洋航運、航空和大西洋戰役都至關重要。儘管敵軍對這兩個領土的進攻都不太可能，但也不容小覷，英國被迫浪費地維持包括百慕大駐軍在內的防禦力量。該協議使英國能夠將百慕大的大部分防禦工作交給仍然中立的美國，這使英國軍隊可以重新部署到更活躍的戰區，並以美國的費用開發戰略設施，英國軍隊也將使用這些設施。
英國別無選擇，只能接受該協議，但它對美國比英國更有利，以至於丘吉爾的助手約翰科爾維爾將其比作蘇聯與芬蘭的關係。在第一次世界大戰期間，這些驅逐艦是美國大規模造船計劃的美國海軍後備艦隊，許多船隻需要進行大修，因為它們在停用時沒有得到妥善保存。一位英國海軍上將稱它們為“我見過的最糟糕的驅逐艦”，到1941年5月，只有30艘在服役。丘吉爾也不喜歡這筆交易，他的顧問告訴羅斯福：到目前為止，我們只能將你們五十艘驅逐艦中的幾艘投入行動，因為它們在擱置這麼久後，暴露在大西洋天氣下自然會產生許多缺陷。
羅斯福的回應是在1941年將10艘班夫級美國海岸警衛隊船艦移交給皇家海軍。美國海岸防衛隊的驅逐艦更新快十年，航程更遠，這使得它們作為反潛護航船隊更有用。
該協議對於成為戰時英美夥伴關係的開始更為重要。丘吉爾在英國議會上說：“這兩個英語民主國家的偉大組織，大英帝國和美國，為了共同和普遍的利益，將在某些事務中合作”。